# سدود وادي حنيفة
سدود وادي حنيفة هي مجموعة من السدود القديمة والتاريخية التي أقيمت في إقليم اليمامة.

## الوصف
يعدّ وادي حنيفة من أهم الأودية في المنطقة التي احتضنت عددًا من المستوطنات التي عثر فيها على منشآت مائية متنوعة٬ ومنها شعيب الحمضية الذي يوجد به عدد كبير من السدود والمصدات التي تزيد على 15 سدًا ومصدًا. وتلاحظ العشوائية في بناء هذه السدود والمصدات، فقد يكون بعضها في عرض الشعب٬ فيما يكون البعض الآخر بشكل طولي منفًذا للدخول في الشعب. ويلاحظ وجود أساسات سد منها٬ يصعب تحديد عرضه٬ أما طوله فيمتد بين جبلي الشعب الذي يصل عرضه في هذه المنطقة إلى 70م تقريبًا. وعلى مسافة 20 متر٬ توجد بقايا سد آخر يزيد عرضه على المتر٬ وارتفاع ما تبقى منه 50 سم. هذان السدان لا تظهر الاستقامة في بنائهما. وبعد ذلك وعلى مسافة 30 متر تقريبًا يظهر في الجزء الشرقي من الشعب بقايا سد يصل عرضه من الأعلى إلى 115 سم٬ وارتفاعه 45 سم. وفي الجهة الغربية منه توجد مجموعة من المصدات المائية غير واضحة المعالم٬ وفي أحد روافد شعب الحميضية الشمالية الشرقية يوجد سد طول ما بقي منه 10 متر٬ وارتفاعه 30 سم٬ وهذا السد مرصوف في أعلاه بحجارة متوسطة الحجم٬ ويبلغ عرض هذا الرصيف 1.50 متر. توجد منشآت مائية في شعيب الطوقية٬ فعلى مسافة 54 متر من الحقل الجنوبي٬ يوجد سد مبني بعرض الشعيب بأكمله٬ وقد ألحق به مصد يبعد عن الحقل مسافة 24 متر. يبدأ هذا المصد من الجهة الشرقية للسد٬ بمسافة 20 متر عن الجبل٬ ويتجه صوب الشمال الغربي بطول 140 متر٬ ونهايته عند الجبل الغربي٬ وعرض هذا المصد 1.25 متر٬ وقد أقيم المصد لتوجيه مياه الأمطار بعيدًا عن القصور٬ ولتنظيم مجراها حتى تلتقي بشعيب الملقى.
أما السد فيبلغ طوله 94 متر، وسمكه من الأعلى 90 سم٬ وله واجهة مدرجة مكونة من 6 عتبات، وبناؤه غير مستقيم في عرض الشعيب. كما يوجد مصد آخر يقع شمال المصد المرفق بالسد٬ بمسافة 8 متر، ويبعد عن الحقل الجنوبي 44 متر غربًا. وبني هذا المصد على شكل الرقم ٬6 ويبلغ طوله من الجنوب إلى الشمال 35 متر، ومن الشرق إلى الغرب 20 متر٬ بسمك 1.30 متر، وقد بني السد بهذه الطريقة لتوجيه مياه الأمطار إلى شعب الملقى، كما يوجد بين المصد السابق بمسافة 34.50 متر وبين الحقل الجنوبي بمسافة 10 متر أطلال لبئر مربعة الشكل طول ضلعها 15 متر.
تبقَّى جزء من جدارها الشرقي الذي يبلغ سمكه 45 سم٬ ولا يستبعد أن يكون لبناء المصدين بهذه الطريقة علاقة بتوجيه كمية من مياه الأمطار لتصب في البئر. وفي منتصف شعب الطوقية وعلى مسافة 100 متر من السد٬ يوجد سد آخر في عرض الشعيب٬ لكنه أصغر من الأول٬ إذ يبلغ ارتفاعه 40 سم٬ وتتكون واجهته من عتبتين فقط٬ وقد رصف أعلاه بالحجارة المشذبة بعرض 1.10 متر. وثر على منشآت مائية في شعيب الملقى (عبيد)، فعلى الرغم من صغره وقصره٬ إذ يصل طوله إلى 3 كم تقريبًا فقد عثر فيه على عدد كبير من المنشآت المائية، ممثلة في سدود ومصدات مائية وآبار.